# 李金哲 (演员)
李金哲（2007年10月19日—），男，[[黑龍江]人，中国演员。毕业于中央戲劇學院表演系。曾出演过音乐剧《金沙》男一号“沙”，音乐剧《告诉海》男一号“海波”。曾出演过电视剧《花千骨》《老严有女不愁嫁》《爱乐乐的罗曼蒂克》《台儿庄往事》《热血勇士》。